# Laphystia columbina
Laphystia columbina är en tvåvingeart som beskrevs av Ignaz Rudolph Schiner 1868. Laphystia columbina ingår i släktet Laphystia och familjen rovflugor.
Artens utbredningsområde är Colombia. Inga underarter finns listade i Catalogue of Life.